# Keys of the Kingdom
Keys of the Kingdom è il quattordicesimo disco del gruppo rock The Moody Blues, del 1991.
Il Tastierista Patrick Moraz, dopo circa 12 anni nella band, lasciò il gruppo con questo album.

## Tracce
1. "Say It With Love" (Justin Hayward)– 3:57
2. "Bless The Wings (That Bring You Back)" – 5:11
3. "Is This Heaven?" (Hayward/John Lodge) – 4:04
4. "Say What You Mean (Part I)" (Hayward)
5. "Say What You Mean (Part II)" (Hayward)
6. "Lean On Me (Tonight)" (Lodge) – 4:58
7. "Hope And Pray" (Hayward) – 5:03
8. "Shadows On The Wall" (Lodge) – 5:08
9. "Once Is Enough" (Hayward/Lodge) – 4:03
10. "Celtic Sonant" (Ray Thomas) – 5:02
11. "Magic" (Lodge) – 5:11
12. "Never Blame The Rainbows For The Rain" (Hayward/Thomas) – 4:57

## Formazione
- Justin Hayward: Chitarra/Voce
- John Lodge: Basso/Voce
- Ray Thomas: Flauto/Voce
- Graeme Edge: Batteria
- Patrick Moraz: Tastiera

### Musicisti Aggiuntivi
- Guy Barker: Tromba
- Pete Beachhill: Trombone
- Paul Bliss: Programmazione/Batteria/Tastiera
- Bias Boshell: Programmazione/Batteria/Tastiera
- Andy Duncan: Batteria
- Nigel Hitchcock: Sax Tenore
- Jamie Talbot: Sax Alto
- Tony Visconti: Arrangementi Orchestrali
- Pro Arte Orchestra di Londra condotta da Anne Dudley